# Serralada Karabakh
La serralada del Karabakh o serralada d'Artsakh és una serralada del Caucas Menor. És un arc muntanyós que s'estén de nord a sud-est des del riu Tàrtar fins al riu Araxes, amb el riu Hakari (afluent esquerre de l'Araxes) que el separa de l'altiplà del Karabakh. Al nord de la serralada hi trobem el territori de l'Alt Karabakh.
El punt més alt és el mont Kirs (en àzeri: Böyük Kirs Dağı, armeni: Մեծ Քիրս լեռ, lit. ‘Great Kirs’ .' Gran Kirs ') (2.725 m).

## Galeria

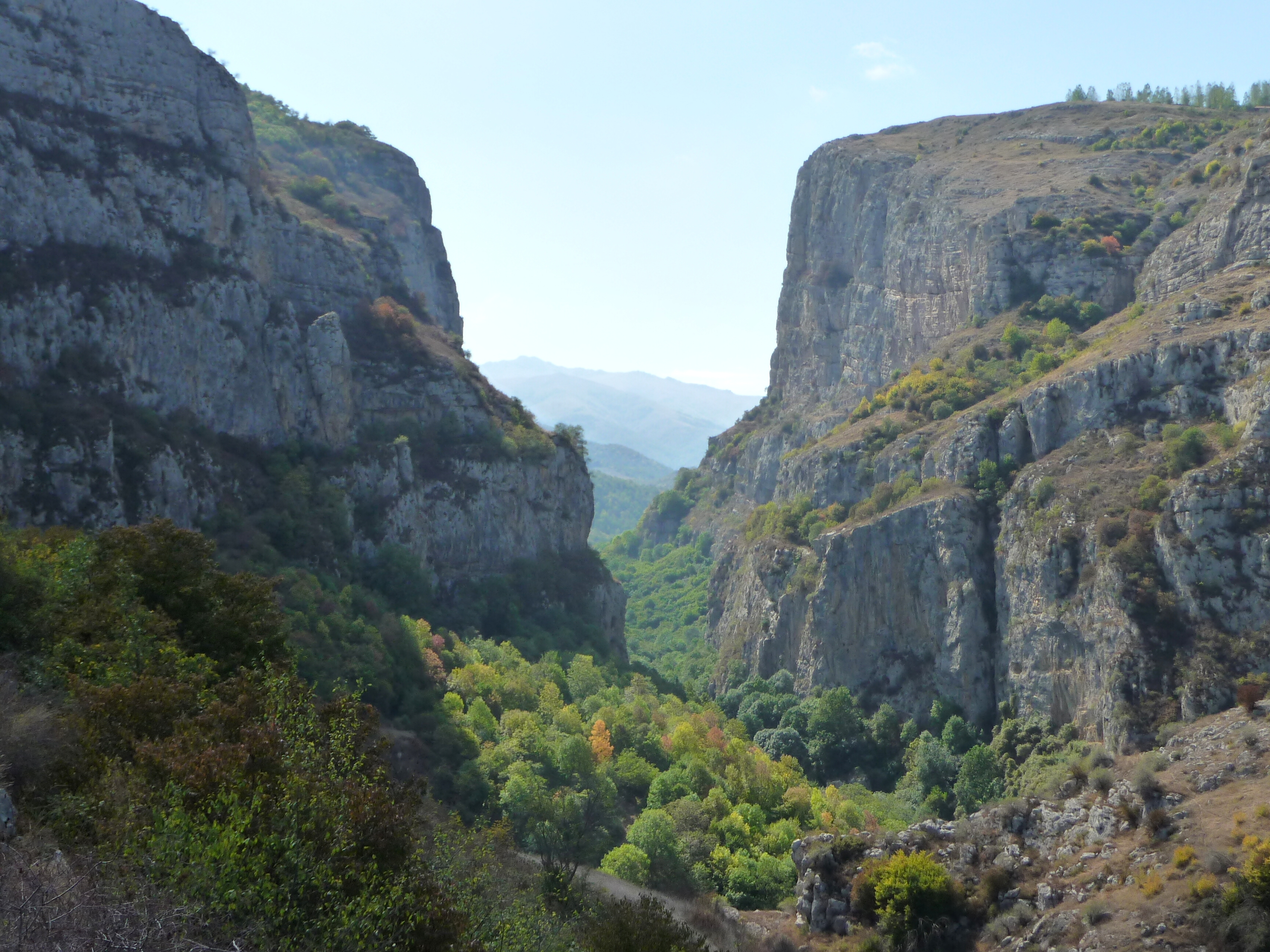
Gorja prop de Shusha
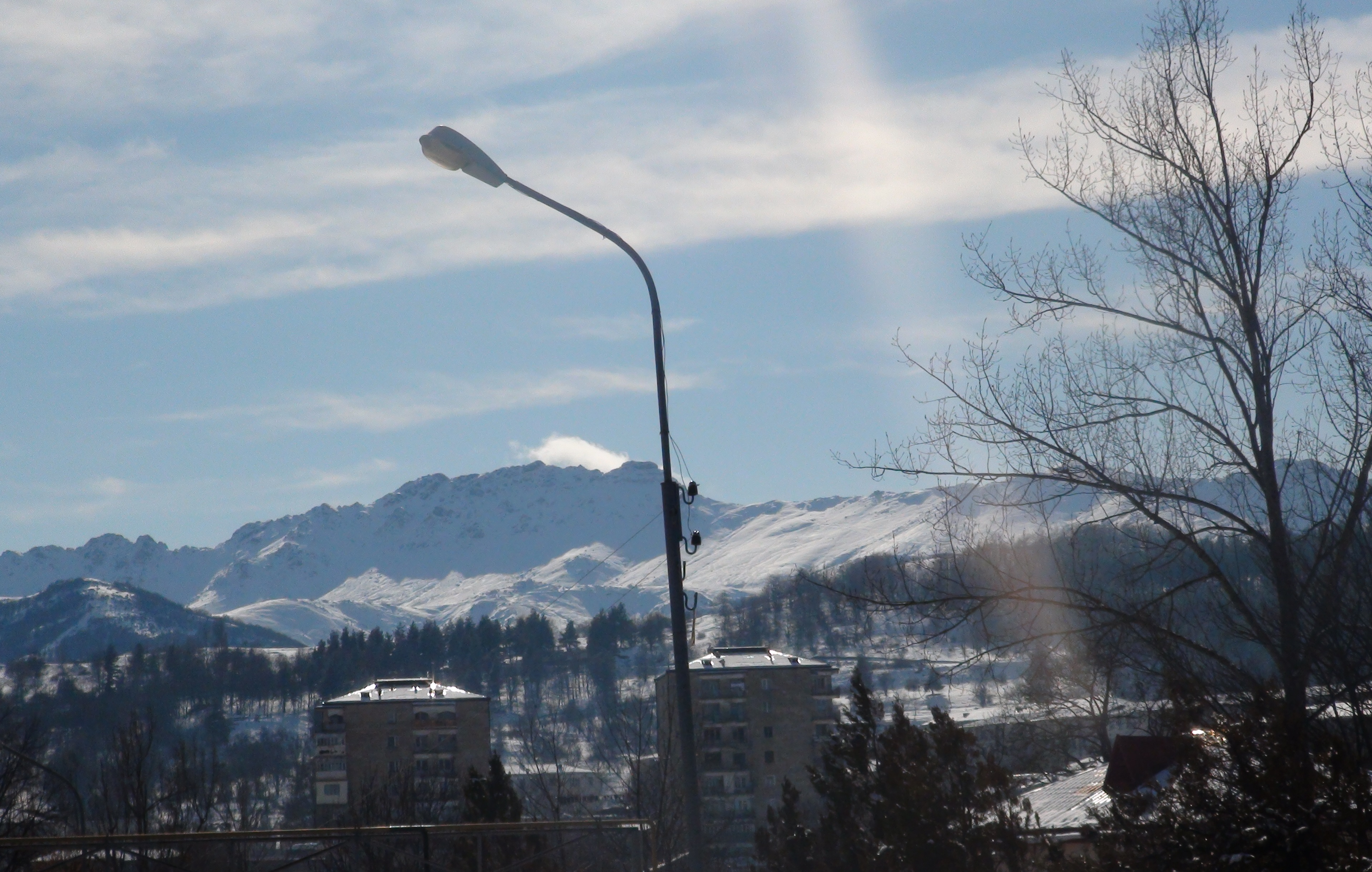
La muntanya Kirs vista des de Shusha